# Leipheim
Leipheim er en by i Landkreis Günzburg i Regierungsbezirk Schwaben i den tyske delstat Bayern. Byens motto er: „Leipheim – Stadt an der Donau“.

## Geografi
Leipheim ligger i Region Donau-Iller ved sydenden af Schwäbisches Donaumoos.
Der er byerne Leipheim og Riedheim i kommunen.

## Historie
I Den tyske bondekrig i 1525 samledes i nærheden af Leipheim en hær på ca. 5000 bønder, Leipheimer Haufen, der gik mod byen Ulm, men de blev besejret af Schwäbischen Bund. I 1803 blev byen en del af Bayern.
Under 2. verdenskrig var her en flyvemaskinefabrik, hvor man byggede Messerschmitt-maskiner. Ved krigens slutning blev fabrikken omdannet til flygtningelejr, hvor der boede op til 3.150 mennesker; lejren blev nedlagt i 1950.

## Weblinks
- Wikimedia Commons har flere filer relateret til Leipheim
- DP-Lager Leipheim Arkiveret 7. november 2008 hos  Wayback Machine